# اکوروسولبا
اکوروسولبا (به لاتین: Akourousoulba) یک منطقهٔ مسکونی در جمهوری آفریقای مرکزی است که در Bamingui-Bangoran واقع شده‌است.